# 1662 Hoffmann
Az 1662 Hoffmann (ideiglenes jelöléssel A923 RB) a Naprendszer kisbolygóövében található aszteroida. Karl Wilhelm Reinmuth fedezte fel 1923. szeptember 11-én, Heidelbergben.